# Loureedia jerbae
Espèce
Synonymes
- Eresus jerbae El-Hennawy, 2005

Loureedia jerbae est une espèce d'araignées aranéomorphes de la famille des Eresidae.

## Distribution
Cette espèce se rencontre en Tunisie sur l'île de Djerba et en Libye vers Gharyan,.

## Description
La femelle holotype mesure 13,06 mm.
Le mâle décrit par Szűts et al. en 2023 mesure 8,00 mm.

## Systématique et taxinomie
Cette espèce a été décrite sous le protonyme Eresus jerbae par l'arachnologue égyptien Hisham Kamal El-Hennawy (ar) en 2005. Elle est placée en synonymie avec Loureedia annulipes par Jeremy A. Miller, Charles Edward Griswold, Nikolaj Scharff, Milan Rezác, Tamás Szüts et Mohammad Marhabaie en 2012. Elle est relevée de synonymie par Tamás Szűts, Krisztián Szabó, Alireza Zamani, Martin Forman, Jeremy Miller, Pierre Oger, Magali Fabregat, Gábor Kovács et János Gál en 2023.

## Étymologie
Son nom d'espèce lui a été donné en référence au lieu de sa découverte, l'île de Djerba.

## Publication originale
- (en) Hisham K. El-Hennawy, « A new species of genus Eresus from Algeria and Tunisia (Araneida: Eresidae) », Serket, Le Caire, vol. 9, no 3,‎ 2005, p. 87-90 (ISSN 1110-502X, OCLC 18847394, lire en ligne)..